# فاطمه سلطان (دختر مراد سوم)
فاطمه سلطان، (تولد ۱۵۷۵ استانبول – مرگ ۱۶۲۰ استانبول) دختر سلطان مراد سوم از همسرش صفیه سلطان، همچنین خواهر محمد سوم و عمه احمد یکم و مصطفی یکم بود.
فاطمه سلطان در استانبول متولد شد. او درسال ۱۵۹۳ با داماد خلیل پاشا دریاسالار امپراتوری عثمانی ازدواج کرد. مراسم عروسی او در کاخ ادرنه باشکوه برگزار شد. او در زمان سلطنت مراد سوم و محمد سوم از جایگاه بالایی برخوردار بود.
پس از مرگ خلیل پاشا در سال ۱۶۰۴ با داماد جعفر پاشا ازدواج کرد و بعد از مرگ او (۱۶۱۰) با داماد مراد پاشا ازدواج کرد. فاطمه سلطان در زمان سلطنت احمد، مورد احترام و سلطان جوان یکی از دختران خود را به افتخار عمه‌اش فاطمه نامید. فاطمه در سال ۱۶۲۰ فوت شد و در مقبره مراد سوم ایاصوفیا دفن شد.